# 科利爾 (堪薩斯州)
科利爾（英語：Collyer）是一個位於美國堪薩斯州特里戈縣的城市。

## 地方資料
根據2020年美國人口普查的數據，科利爾的面積為0.61平方千米，當中陸地面積為0.61平方千米，而水域面積為0.00平方千米。當地共有人口97人，而人口密度為每平方千米159.02人。